# Psychotria sohmeri
Psychotria sohmeri là một loài thực vật có hoa trong họ Thiến thảo. Loài này được Kiehn miêu tả khoa học đầu tiên năm 1986.